# The Lexicon of Love
| Оценки критиков               | Оценки критиков    |
| Источник                      | Оценка             |
| ----------------------------- | ------------------ |
| AllMusic                      | [ 1 ]              |
| The Observer                  | (благожелательный) |
| PopMatters                    | (благожелательный) |
| Rolling Stone                 | [ 4 ]              |
| Spin Alternative Record Guide | [ 5 ]              |
| Роберт Кристгау               | (A−)               |

The Lexicon of Love (рус. «Язык любви») — дебютный студийный альбом британской синтипоп-группы ABC, изданный лейблами Neutron Records (Великобритания), Mercury Records (США), Vertigo Records (Канада и Европа) в 1982 году. Диск быстро привлек к себе внимание поклонников музыки новой волны и нового романтизма, благодаря чему он стал самым продаваемым альбомом группы, чего не смогли добиться другие релизы ABC, не повторившие успеха The Lexicon of Love. Он также был положительно воспринят музыкальными критиками и включен в список наиболее важных и влиятельных альбомов рок и поп-музыки 1001 Albums You Must Hear Before You Die.
Композиции «Tears Are Not Enough», «All of My Heart», «Poison Arrow» и «Look of Love» выпущенные в качестве синглов, стали хитами и попали в лучшую десятку UK Singles Chart, а сам альбом занял 1-е место в британском чарте альбомов UK Albums Chart и в некоторых странах Европы. Также он появился в американском хит-параде Billboard 200, а сингл «Poison Arrow» занял 25-е место в чарте Billboard Hot 100, а «Look of Love» — № 18.
Продюсировал альбом Тревор Хорн, который уже был известен по своим работам с Yes над их хитом «Owner of a Lonely Heart», Frankie Goes to Hollywood, а также The Buggles. Во время работы над альбомом, он привнес в его стиль «некоторое чувство страсти», когда работал над композициями «All of My Heart», позднее ставшей великолепной балладой, «Poison Arrow» и «Look of Love». The Lexicon of Love записывался в составе: Мартин Фрай, Марк Уайт, Стивен Синглтон и Марк Лики. После записи Робинсон покинул коллектив и был заменен Дэвидом Палмером.
На этом альбоме ABC создали идеальный поп-саунд, легкий для восприятия, главными особенностями которого были легко узнаваемые мелодии. Также на создание альбома повлияла аристическая и вокальная манера исполнения Брайана Ферри.
The Lexicon of Love был издан в 1982 году на грампластинке, в Великобритании его также выпускали и на компакт-кассете, уже с 1986 года он был доступен для прослушивания на компакт-дисках. В 2004 году он был переиздан, и в него были включены новые композиции и бонус-треки. В 2012 году был повторно переиздан.
Песни альбома были исполнены на London’s Royal Albert Hall вместе с BBC Concert Orchestra, что способствовало выходу концертного альбома под названием Lexicon of Live.

## Список композиций
Сторона 1
| №  | Название               | Автор(ы) | Длительность |
| -- | ---------------------- | -------- | ------------ |
| 1. | «Show Me»              | ABC      | 4:02         |
| 2. | «Poison Arrow»         | ABC      | 3:24         |
| 3. | «Many Happy Returns»   | ABC      | 3:56         |
| 4. | «Tears Are Not Enough» | ABC      | 3:31         |
| 5. | «Valentine’s Day»      | ABC      | 3:42         |

Сторона 2
| №  | Название                    | Автор(ы)       | Длительность |
| -- | --------------------------- | -------------- | ------------ |
| 1. | «The Look of Love (Part 1)» | ABC            | 3:26         |
| 2. | «Date Stamp»                | ABC            | 3:51         |
| 3. | «All of My Heart»           | ABC            | 5:12         |
| 4. | «4 Ever 2 Gether»           | ABC, Энн Дадли | 5:30         |
| 5. | «The Look of Love (Part 4)» | ABC            | 1:02         |

Бонус-треки переиздания 1996 года
| №  | Название                                                                                        | Длительность |
| -- | ----------------------------------------------------------------------------------------------- | ------------ |
| 1. | «Tears Are Not Enough (Demo)»                                                                   | 3:29         |
| 2. | «Poison Arrow (Jazz Re-Mix)»                                                                    | 6:54         |
| 3. | «The Look of Love (U.S. Special Remix — Edit)» (другое название The Look of Love (1990 Re-Mix)) | 5:43         |
| 4. | «Alphabet Soup (12" mix)»                                                                       | 8:02         |
| 5. | «Theme from Mantrap» (медленная версия «Poison Arrow»)                                          | 4:19         |
| 6. | «The Look of Love (Live)»                                                                       | 6:07         |

Бонус-треки переиздания 2004 года
| №  | Название                                   | Длительность |
| -- | ------------------------------------------ | ------------ |
| 1. | «Overture» (авторы песни — ABC, Энн Дадли) | 3:59         |
| 2. | «Poison Arrow (North Ameircan Jazz Mix)»   | 7:06         |
| 3. | «Into the Valley of the Heathen Go»        | 2:00         |
| 4. | «Alphabet Soup (BBC Swapshop verison)»     | 3:13         |
| 5. | «Surrender»                                | 3:29         |
| 6. | «The Look of Love (Complete Suite)»        | 5:69         |

## Синглы
| Дата выпуска | Название                   | Список композиций                                                                                   | Формат                   |
| ------------ | -------------------------- | --------------------------------------------------------------------------------------------------- | ------------------------ |
| 1981         | «Tears Are Not Enough»     | 1. Tears Are Not Enough — (7:55) 2. Alphabet Soup — (8:02)                                          | 7", 12", CD, макси-сингл |
| 1982         | «All of My Heart/Overture» | 1. All of My Heart — (5:00) 2. Overture — (3:56)                                                    | 7", 12", макси-сингл     |
| 1982         | «Poison Arrow»             | 1. Poison Arrow — (3:32) 2. Theme From Man-Trap — (4:18) 3. Man-Trap (The Lounge Sequence) — (4:18) | 7", 12", макси-сингл     |
| 1982         | «The Look of Love»         | 1. The Look of Love — (3:27) 2. The Look of Love (Part 2) — (3:44)                                  | 7", 12"                  |

## Участники записи
ABC
- Мартин Фрай — вокал
- Дэвид Палмер — ударные, перкуссия
- Стивен Синглтон — альт и тенор-саксофоны
- Марк Уайт — гитара, клавишные

Приглашенные музыканты
- Энн Дадли — клавишные, композитор
- Брэд Лэнг — бас-гитара
- Джи Джи Ечалик — бас-гитара в «Look of Love», «Tears Are Not Enough», «Poison Arrow»
- Ким Уир — труба
- Энди Грей — тромбон в «Tears Are Not Enough»
- Луис Джардим — дополнительная перкуссия
- Тесса Уэбб — вокал в «Date Stamp»
- Гейнор Сэдлер — арфа
- Карен Клейтон — речь в «Poison Arrow»

Производство
- Тревор Хорн — продюсер
- Гэри Лэнген — звукозаписывающий инженер
- Пит Билл — обложка альбома

| Чарт (1982/1983) | Высшая позиция |
| ---------------- | -------------- |
| Австралия        | 9              |
| Великобритания   | 1              |
| Германия         | 23             |
| Канада           | 3              |
| Нидерланды       | 16             |
| Новая Зеландия   | 1              |
| Норвегия         | 13             |
| США              | 24             |
| Швеция           | 3              |

| Год  | Страна         | Провайдер                        | Статус     |
| ---- | -------------- | -------------------------------- | ---------- |
| 1982 | Великобритания | BPI                              | Платиновый |
| 1982 | Канада         | Music Canada                     | Платиновый |
| 1982 | Финляндия      | Musiikkituottajat – IFPI Finland | Золотой    |
| 1982 | США            | RIAA                             | Золотой    |